# Rasir Bolton
Rasir Zias Bolton (Petersburg, 27 settembre 1999) è un cestista statunitense.

## Carriera
Dopo aver trascorso la carriera universitaria tra i Penn State Nittany Lions, gli Iowa State Cyclones e i Gonzaga Bulldogs, il 20 luglio 2023 firma il primo contratto professionistico con gli Anversa Giants. Dopo un'ottima stagione a livello individuale, che gli vale l'inserimento nel miglior quintetto della BNXT League, il 20 giugno 2024 passa allo Spartak Subotica. Anche con il club serbo emerge come uno dei migliori giocatori della ABA Liga, vincendo il premio di MVP del mese di novembre.
L'11 luglio 2025 firma un biennale con il Napoli Basket.

## Palmarès

### Individuale
- BNXT League First Team: 1

Anversa Giants: 2023-2024